# Martin N. Johnson

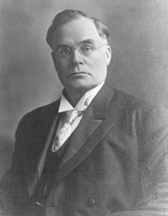
Martin N. Johnson

Martin Nelson Johnson (* 3. März 1850 im Racine County, Wisconsin; † 21. Oktober 1909 in Fargo, North Dakota) war ein US-amerikanischer Politiker (Republikanische Partei). Er vertrat den Bundesstaat North Dakota in beiden Kammern des Kongresses.

## Leben
Noch im Jahr seiner Geburt zogen Martin Johnsons Eltern mit ihm nach Iowa, wo sich die Familie in Decorah niederließ. Er besuchte die Dorfschule, wurde aber auch zuhause unterrichtet. Später begann er ein Jura-Studium an der University of Iowa, das er 1873 abschloss. Nach zwei Jahren als Lehrer an der Militärakademie in Oakland kehrte Johnson 1875 nach Iowa zurück, wurde dort im folgenden Jahr in die Anwaltskammer aufgenommen und begann in Decorah als Jurist zu praktizieren.
In Iowa machte er auch seine ersten politischen Erfahrungen als Mitglied des Repräsentantenhauses im Jahr 1877 sowie als Staatssenator von 1878 bis 1882. Im Jahr 1876 gehörte er für die Republikaner dem Electoral College an, das Rutherford B. Hayes zum US-Präsidenten wählte. 1882 zog Johnson ins Dakota-Territorium um und betätigte sich dort in der Landwirtschaft. Von 1886 bis 1890 war er Staatsanwalt im Nelson County; 1889 gehörte er dem Verfassungskonvent für North Dakota an. Im selben Jahr kandidierte er erfolglos für den US-Senat.
Dafür gelang ihm 1890 die Wahl ins US-Repräsentantenhaus, wo er seinen Staat vom 4. März 1891 bis zum 3. März 1899 vertrat. 1898 verzichtete er auf eine erneute Kandidatur, weil er sich erneut um einen Sitz im Senat bewarb, doch er scheiterte erneut. Erst zehn Jahre später wurde er im dritten Anlauf in den Senat gewählt, wo er sein Mandat ab dem 4. März 1909 wahrnahm; jedoch starb Martin Johnson bereits im Oktober desselben Jahres in Fargo. Er wurde in Petersburg beigesetzt.